# تروی (آیداهو)
تروی(به انگلیسی: Troy) شهری در شهرستان لاتا ایالت آیداهو است که جمعیت آن در سرشماری سال ۲۰۱۰ میلادی ۸۶۲ نفر بوده است.